# Афанасьев, Алексей Григорьевич
Алексе́й Григо́рьевич Афана́сьев — советский хозяйственный, государственный и политический деятель.

## Биография
Родился в 1923 году в селе Ославское Владимирского района. Член КПСС.
Участник Великой Отечественной войны в составе 1-го полка ОМСБОН, затем — линейный надсмотрщик 66-й отдельной кабельно-щитовой роты 49-й армии. С 1946 года — на хозяйственной, общественной и политической работе. В 1946—1988 гг. — рабочий Института точной механики и вычислительной техники имени С. А. Лебедева Министерства радиопромышленности СССР.
Указами Президиума Верховного Совета СССР от 25 апреля 1975 и от 25 февраля 1982 года награждён орденами Трудовой Славы 3-й и 2-й степеней.
Указом Президиума Верховного Совета СССР от 23 февраля 1988 года награждён орденом Трудовой Славы 1-й степени.
Умер после 1990 года.